# Жедринский, Владимир Иванович
Владимир Иванович Жедринский (30 мая 1899, Москва — 30 апреля 1972, Париж) — русский художник-постановщик, художник по костюмам, а также художник комиксов.

## Биография
Внук курского губернатора А. Н. Жедринского. В 1917 поступил на архитектурное
отделение Императорской Академии художеств в Петербурге. Уже в 1918 вместе с семьей
уезжает в Киев, где поступает в художественное училище в класс Г. И. Нарбута. В 1920 эмигрирует в Белград, где устраивается на должность художника-декоратора в белградский национальный театр. В 30-е также нарисовал несколько комиксов, в частности по поэме Пушкина "Руслан и Людмила".
С началом войны Жедринский переехал в Загреб, где работал сценографистом уже в Загребском национальном театре, одновременно активно сотрудничая с национальным театром Любляны.
В 1951 году, Жедринский покидает Югославию и уезжает: сначала в Марокко, где работает в Муниципальном театре Касабланки, а потом во Францию, где работает в должности главного декоратора театров Ниццы, Льежа, Монсе, Нанта. Всего в своем послевоенном творчестве Жедринский оформил, в общей сложности, более четырехсот спектаклей.
Умер Владимир Жедринский 30 апреля 1972 года в Париже.